# الجعة في ألمانيا

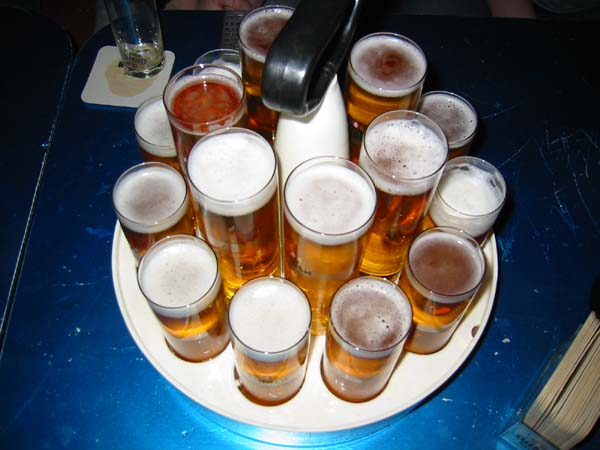

الجعة أو البيرة هي جزء كبير من الثقافة الألمانية. يتم تخمير الجعة الألمانية وفقًا لوصايا النقاء أو الصفاء، الذي لا يسمح باستخدام إلا بالمياه والجنجلة والشعير مكوناتٍ، وينص على أن الجعة التي لا تستخدم حصيرًا الشعير مثل جعة القمح يجب أن تكون مخمرة. 
في عام 2012، احتلت ألمانيا المرتبة الثالثة في أوروبا في استهلاك الفرد من الجعة، بعد جمهورية التشيك والنمسا. 

## وصايا النقاء
كانت وصايا النقاء «Reinheitsgebot»، الذي يطلق عليه أحيانًا «قانون نقاء الجعة الألماني» أو «قانون الطهارة البافارية» باللغة الإنجليزية، عبارة عن لائحة تتعلق بإنتاج الجعة في ألمانيا.
في النص الأصلي، كانت المكونات الوحيدة التي يمكن استخدامها في إنتاج الجعة هي الماء والشعير والجنجلة (عشبة الدينار)، والتي يجب إضافتها فقط أثناء غليان النبتة. بعد اكتشافه، أصبحت الخميرة المكون القانوني الرابع. (بالنسبة إلى أفضل أنواع الجعة المخمرة، يُسمح أيضًا باستخدام السكر.)
هناك خلاف حول المكان الذي نشأت فيه وصايا النقاء. يشير بعض البافاريين إلى أن القانون نشأ في مدينة إنغولشتات في دوقية بافاريا في 23 أبريل 1516، رغم أنه طُرح لأول مرة عام 1487،  فيما يتعلق بمعايير بيع الجعة وتكوينها.
يشير Thuringians إلى مستند ينص على مكونات الجعة كمياه، وعشبة الدينار، والشعير فقط، وقد كتب في 1434 في فايسنزيه (تورينغن). تم اكتشافه في القرون الوسطى Runneburg بالقرب من إرفورت في عام 1999. قبل الإلغاء الرسمي في عام 1987، كان أقدم تنظيم لجودة الأغذية في العالم.

## الأنماط

### جعة القمح

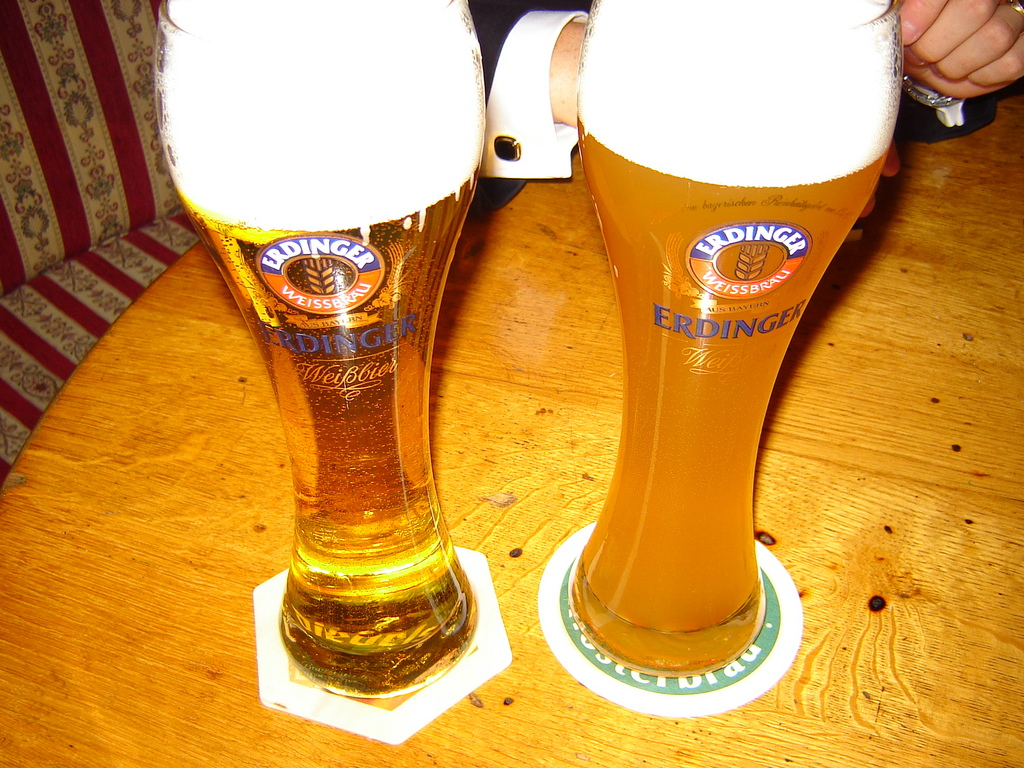
الجعة الألمانية المصفاة وغير المفلترة

- يُعد Weizenbier وجعة القمح الأسماء الألمانية القياسية لجعة القمح - "Weizen" هي الألمانية بالنسبة لـ «القمح»، و "Weiß" هي الألمانية باسم «البيضاء».[8]
- Berliner Weisse - جعة قمح شاحبة جداً حامضة في برلين. 9 ° أفلاطون، 2.5-5 ٪ ABV. عادة ما يتم تقديم الجعة مع شراب التوت أو جويسئة عطرة.
- جعة القمح - جعة القمح غير المصفاة. "Hefe" هي الألمانية للخميرة.[9]
- Kristallweizen - جعة القمح المصفاة. تتميز بمظهر صافي على عكس المظهر الشائب لـ Hefeweizen النموذجي.
- Weizenbock هو اسم لجعة قوية أو بوك مصنوع من القمح. 16-17 درجة أفلاطون، 6.5-8 ٪ ABV.
- روغنبير - جعة داكنة إلى حد ما مصنوعة من الذرة، ونكهة محببة إلى حد ما تشبه الخبز، 4.5-6٪ ABV.

## العلامات التجارية ومصانع الجعة
في حين أن سوق الجعة ضعيف ولكنه أكثر مركزية في شمال ألمانيا، يوجد في جنوب ألمانيا العديد من مصانع الجعة المحلية الأصغر. ما يقرب من نصف جميع مصانع الجعة الألمانية في بافاريا،  حيث تنتج مصانع الجعة الرئيسية السبعة 158 مليون جالون. في المجموع، هناك ما يقرب من 1300 مصنع جعة في ألمانيا ينتج أكثر من 5000 علامة تجارية من الجعة.
تم العثور على أعلى كثافة من مصانع الجعة في العالم في أوفزيس بالقرب من مدينة بامبرغ، في منطقة فرانكونيا في بافاريا مع أربعة مصانع جعة و1،352 مواطن فقط. يُعتبر مصنع الرهبنة البندكتية الذي ينتمي إلى مصنع جعة وينهستان ستيفان ‏ (الذي أنشئ في عام 725) أقدم مصنع جعة موجود في العالم (يتم تخميره منذ عام 1040). في عام 2004، حل Oettinger محل Krombacher كأفضل علامة تجارية مبيعًا في ألمانيا. 
| مصنع الجعة | الموقع           | الناتج في عام 2012 | الناتج في عام 2015 |
| ---------- | ---------------- | ------------------ | ------------------ |
| اوتينجر    | أوتينغن إن بايرن | 5.89               | 5.39               |
| Krombacher | كرويتستال        | 5.46               | 5.49               |
| بيتبورغر   | بيتبورغ          | 4.07               | 3.84               |
| لبيك       | بريمن            | 2.78               | 2.59               |
| Warsteiner | فارشتاين         | 2.77               | 2.34               |
| Hasseröder | فيرنيجرود        | 2.75               | 2.25               |
| فيلتينس    | ميشيده           | 2.72               | 2.79               |
| Paulaner   | ميونيخ           | 2.30               | 2.42               |
| Radeberger | رادهبرغ          | 1.91               | 1.90               |
| Erdinger   | ردينغ            | 1.72               | 1.80               |